# Brand (Áustria)
Brand é um município da Áustria, situado no distrito de Bludenz, na estado de Vorarlberg. Tem 40,29 km² de área e sua população em 2019 foi estimada em 729 habitantes.